# Браунвуд (Тексас)
Браунвуд (енгл. Brownwood) град је у америчкој савезној држави Тексас. Налази се у округу Браун, чије је седиште. По попису становништва из 2010. у њему је живело 19.288 становника.

## Демографија
Према попису становништва из 2010. у граду је живело 19.288 становника, што је 475 (2,5%) становника више него 2000. године.
| Група             | 2000.          | 2010.          |
| Белци             | 13.406 (71,3%) | 12.947 (67,1%) |
| Афроамериканци    | 1.037 (5,5%)   | 956 (5,0%)     |
| Азијати           | 112 (0,6%)     | 95 (0,5%)      |
| Хиспаноамериканци | 4.014 (21,3%)  | 4.990 (25,9%)  |
| Укупно            | 18.813         | 19.288         |